# Menchie's Frozen Yogurt
A Menchie's Frozen Yogurt é uma cadeia americana de iogurte congelado fundada em 2007, com sede em Vale de São Fernando, na Califórnia. A Menchie's oferece iogurte congelado self-service com diferentes opções de sabores e coberturas de iogurte. A Menchie's tem 540 locais e pode ser encontrada nos Estados Unidos, Porto Rico, Canadá, Bahamas, Kuwait, Emirados Árabes Unidos, Arábia Saudita e Catar.

## História
A primeira loja foi aberta em Los Angeles em 15 de maio de 2007, por Adam e Danna Caldwell. A ideia de uma loja surgiu do amor mútuo do casal por iogurte. O nome Menchie veio do apelido de Adam para Danna, e também é o nome do mascote da empresa.

## Na cultura popular
O CEO Amit Kleinberger apareceu em dois episódios de Undercover Boss.